# Campionati mondiali di pentathlon moderno 2017
I campionati mondiali di pentathlon moderno 2017 si sono svolti dal 21 al 29 agosto 2017 a Il Cairo, in Egitto.

## Medagliere
| Pos.   | Paese         | Oro | Argento | Bronzo | Totale |
| ------ | ------------- | --- | ------- | ------ | ------ |
| 1      | Germania      | 3   | 1       | 0      | 4      |
| 2      | Corea del Sud | 2   | 0       | 0      | 2      |
| 3      | Egitto        | 1   | 2       | 0      | 3      |
| 4      | Russia        | 1   | 1       | 1      | 3      |
| 5      | Ungheria      | 0   | 2       | 0      | 2      |
| 6      | Bielorussia   | 0   | 1       | 2      | 3      |
| 7      | Francia       | 0   | 0       | 1      | 1      |
| 7      | Italia        | 0   | 0       | 1      | 1      |
| 7      | Giappone      | 0   | 0       | 1      | 1      |
| 7      | Lituania      | 0   | 0       | 1      | 1      |
| Totale | Totale        | 7   | 7       | 7      | 21     |

## Podi

### Maschili
| Evento      | Oro                                         | Argento                                                   | Bronzo                                             |
| Individuale | Jung Jin-hwa                                | Róbert Kasza                                              | Justinas Kinderis                                  |
| A squadre   | Egitto Ahmed Hamed Yasser Hefny Eslam Hamad | Bielorussia Ilya Palazkov Pavel Tsikhanau Kirill Kasyanik | Russia Ilia Frolov Kirill Belyakov Aleksandr Lesun |
| Staffetta   | Corea del Sud Hwang Woo-jin Jun Woong-tae   | Germania Alexander Nobis Christian Zillekens              | Bielorussia Ilya Palazkov Pavel Tsikhanau          |

### Femminili
| Evento      | Oro                                                          | Argento                                                          | Bronzo                                              |
| Individuale | Gulnaz Gubaydullina                                          | Zsofia Foldhazi                                                  | Anastasiya Prokopenko                               |
| A squadre   | Germania Alexandra Bettinellil Lena Schöneborn Annika Schleu | Russia Uliana Batashova Ekaterina Khuraskina Gulnaz Gubaydullina | Italia Alice Sotero Gloria Tocchi Alessandra Frezza |
| Staffetta   | Germania Annika Schleu Lena Schöneborn                       | Egitto Sondos Aboubakr Mariam Amer                               | Giappone Rena Shimazu Shino Yamanaka                |

### Misti
| Evento    | Oro                                      | Argento                        | Bronzo                                 |
| Staffetta | Germania Ronja Steinborn Alexander Nobis | Egitto Eslam Hamad Haydy Morsy | Francia Julie Belhamri Valentin Belaud |